# 奥特韦勒
奥特韦勒（德語：Ottweiler，發音：[ˈɔtvaɪlɐ] ⓘ）是德国萨尔兰州诺因基兴县的城市，面积45.56平方千米，2023年12月31日人口为14,522人。